# エイノッディーン
エイノッディーン（ペルシア語: عین الدین Eyn ol-Din）は、イラン・イスラーム共和国の東アーザルバーイジャーン州、ボスターナーバード近郊に位置する村である。
座標: 北緯37度47分06秒 東経46度54分16秒 / 北緯37.78500度 東経46.90444度